# (684) Hildburg
(684) Hildburg es un asteroide perteneciente al cinturón de asteroides descubierto el 8 de agosto de 1909 por August Kopff desde el observatorio de Heidelberg-Königstuhl, Alemania.
Se desconoce la razón del nombre.